# アダム・サヴェッジ

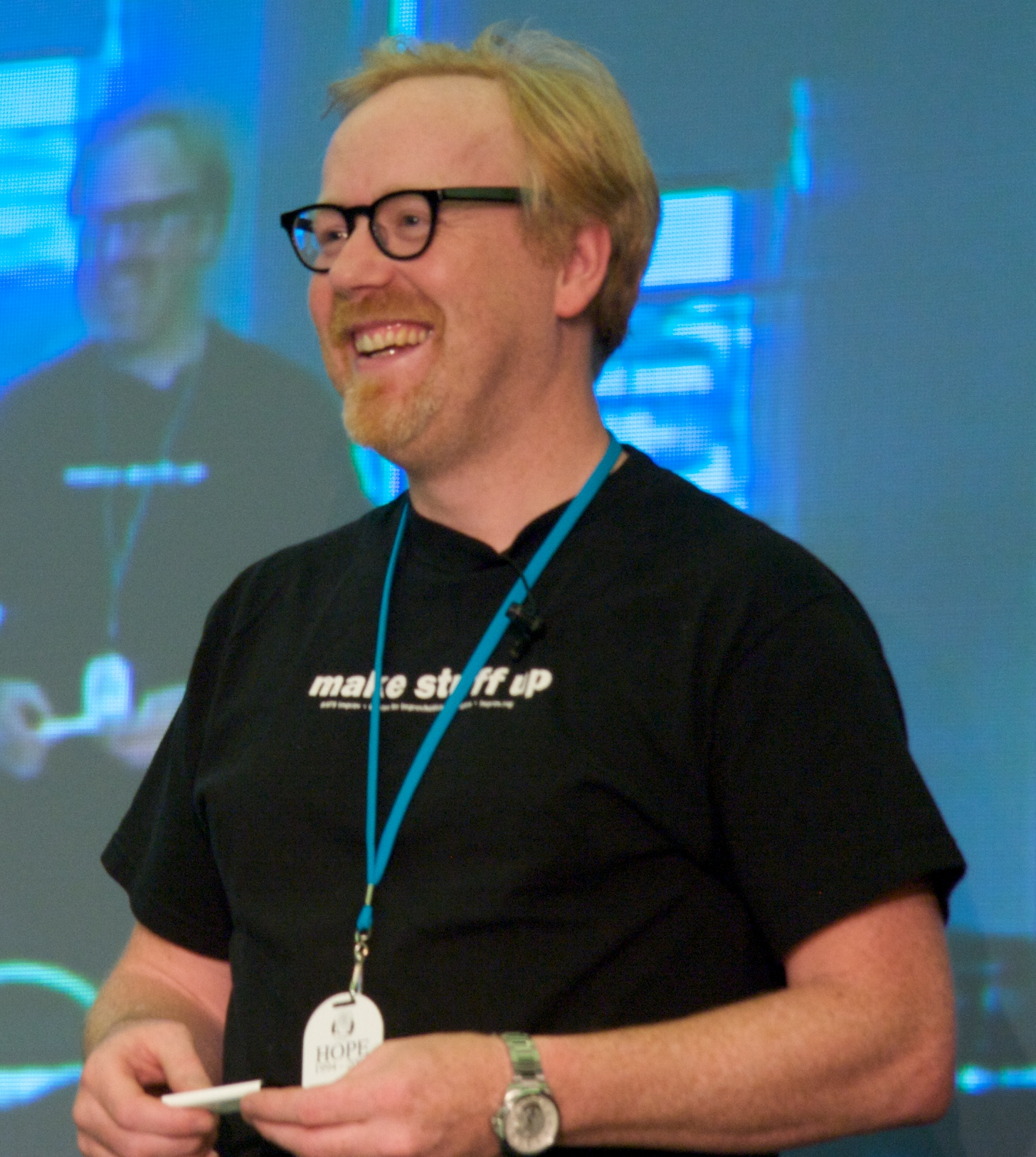
アダム・サヴェッジ

アダム・サヴェッジ（Adam Whitney Savage、1967年7月15日- ）は、アメリカ合衆国の特殊効果デザイナー、俳優、教育者、テレビプロデューサー。
ディスカバリー・チャンネルのテレビシリーズ『怪しい伝説』の司会者の一人でもある。

## 人物

### 青年期まで
ニューヨーク市生まれのウエストチェスター郡 (ニューヨーク州)のスリーピー・ホロウ育ち。
父リー・サヴェッジは画家にして映画監督、そしてセサミストリートのアニメパート担当者の1人で、母親はサイコセラピスト。
アダム・サヴェッジはかつて子役俳優として活躍しており、5年間演劇学校に通っていた。この当時の代表作としてはセサミストリートの キャラクターや、トイレットペーパーメーカーであるCharminのキャラクターMr. Whippleの stock boy "Jimmy"などがある。また、スター・ウォーズにおいて特殊効果の助手を務めたり、ビリー・ジョエルが1985年に発表したオンリー・ヒューマンのPVに出てくるライフガードに助けられた溺れている男の役を演じた。

## 経歴
サヴェッジは、今日に至るまでアニメーター、グラフィックデザイナー、建築家、現像係、映写技師、テレビ司会者、おもちゃデザイナー、舞台美術家、画廊オーナーとして活動してきた。
『アンドリューNDR114』、『ギャラクシー・クエスト』、『スター・ウォーズ エピソード2/クローンの攻撃』、『スペース カウボーイ』、『マトリックス リローデッド』といった映画作品などでは、モデルメイカーを務めてきた。また、『マトリックス リローデッド』の続編にあたる『マトリックス レボリューションズ』のメイキングでは特殊撮影の担当者として出演し、本編中で使用したミニチュアによる特撮や、製作時の苦労話について語った。さらに、Ever Since the World Endedという映画でエンジニアを演じただけでなく、『ダーウィン・アワード』では、ピックアップ用のロケットブースターを売る軍支給品店の店主の役で『怪しい伝説』でともにメインキャスターを務めたジェイミー・R・ハイネマンとともにこの映画に出演した。なお、ハイネマンとは2008年5月1日にアメリカ合衆国で放送されたCSI:科学捜査班の『パラレルワールドの絆』（原題：The Theory of Everything）という回で、ともにカメオ出演した。
かつてサヴェッジは、サンフランシスコにある アカデミー・オブ・アート大学のインダストリアル・デザイン学科でモデル製作の授業を受け持っていた。
サヴェッジは手品師ジェームズ・ランディが毎年開いている懐疑主義者の為のイベント The Amaz!ng Meetingに、2006年1月に開かれた第1回から参加している。
また、イギリスのブラックフライアーにあるマーメイド・コンフェレンス・センターで2009年10月3日と4日に開かれた Amazing Meeting London にも参加した。
サヴェッジはこれ以外にも2009年の w00tstock v1.xの演目のうち3つに出演し、2010年に開かれたw00tstock v2.x でも4度出演した。また ポッドキャスト番組であるen:Diggnationの第220回放送分にも出演した。
毎年開かれる Maker Faireには2008年からレギュラーとして参加しており、ドードー鳥に対する愛情や問題解決法について話すほか、怪しい伝説のメンバーなどについての参加者からの質問に答えている。

## 怪しい伝説
サヴェッジはオーストラリアのBeyond Internationalが制作し、ディスカバリー・チャンネルのテレビシリーズとして放映された『怪しい伝説』のメイン司会者を勤めていたことで有名である。

## “ブラスター”ファンとして
サヴェッジは映画『ブレードランナー』に登場する架空の銃である“デッカードブラスター”のフリーク（熱心なファン）としても知られ、長年詳細不明であったこの“ブラスター”の研究家としてもアメリカのSFファン、映画ファンの間で著名であった。撮影に用いられたプロップの詳細が判明した後には、製作に使われたものと同じ実銃をプロップと同様の手順で改造してレプリカを製作したことでも有名である。